# Brendan Leipsic
Brendan Leipsic, né le 19 mai 1994 à Winnipeg, dans la province du Manitoba, au Canada, est un joueur professionnel de hockey sur glace de nationalités canadienne et de citoyenneté russe. Il évolue à la position d'ailier gauche.

## Biographie

### En club
Brendan Leipsic commence sa carrière junior lors de la saison 2010-2011 dans la LHOu avec les Winterhawks de Portland. À la fin de la campagne 2011-2012, il est éligible au repêchage d'entrée dans la LNH 2012 et est choisi au 89e rang au total par les Predators de Nashville. En 2012-2013, il inscrit 120 points en 68 matchs avec Portland et reçoit le trophée du meilleur pointeur en saison régulière dans la LCH. 
Leipsic entame sa carrière chez les professionnels en 2014-2015 avec le club-école des Predators, les Admirals de Milwaukee. Il est le meneur chez les recrues de l'équipe avec une récolte de 36 points en 47 matchs. 
Le 15 février 2015, il est échangé aux Maple Leafs de Toronto en compagnie de Olli Jokinen et d'un choix de 1er tour au repêchage de 2015 contre Cody Franson et Mike Santorelli. Il poursuit alors sa saison avec les Marlies de Toronto et permet à l'équipe d'atteindre les séries éliminatoires de la LAH. 
En 2015-2016, il passe la majeure partie de la campagne avec les Marlies, mais en raison d'une vague de blessures chez les Maple Leafs, il est rappelé d'urgence le 13 février 2016 par le club. Le même soir, il dispute son premier match dans la LNH face aux Canucks à Vancouver. En 2e période, il réussit à inscrire son premier but dans la LNH en frappant la rondelle au vol pour déjouer le gardien Ryan Miller. Il devient ainsi la première recrue des Maple Leafs à marquer lors de son premier match dans la ligue depuis Nikolaï Kouliomine en 2008. 
Le 21 juin 2017, il est repêché au 17e échelon par les Golden Knights de Vegas lors du repêchage d'expansion de la LNH.
Le 26 février 2018, il est échangé aux Canucks de Vancouver en retour de Philip Holm.
Le 3 décembre 2018, il est réclamé au ballottage par les Kings de Los Angeles.
Il joue la saison 2019-2020 avec les Capitals de Washington mais après avoir tenu des propos misogynes sur Instagram, il est placé au ballottage par ceux-ci en mai 2020 afin de mettre un terme au contrat qui les lie. 
Finalement licencié, il part jouer pour des clubs russes. Après avoir fait une demande officielle à l'été 2023, il reçoit en janvier 2024, par décret de Vladimir Poutine, la citoyenneté russe.

## Statistiques

### En club
| Saison     | Équipe                      | Ligue      |                   | Saison régulière  | Saison régulière  | Saison régulière  | Saison régulière  | Saison régulière |    | Séries éliminatoires | Séries éliminatoires | Séries éliminatoires | Séries éliminatoires | Séries éliminatoires |
| Saison     | Équipe                      | Ligue      | PJ                | B                 | A                 | Pts               | Pun               | PJ               | B  | A                    | Pts                  | Pun                  |                      |                      |
| 2010-2011  | Winterhawks de Portland     | LHOu       | 68                | 16                | 17                | 33                | 50                | 21               | 3  | 4                    | 7                    | 14                   |                      |                      |
| 2011-2012  | Winterhawks de Portland     | LHOu       | 65                | 28                | 30                | 58                | 82                | 20               | 7  | 8                    | 15                   | 28                   |                      |                      |
| 2012-2013  | Winterhawks de Portland     | LHOu       | 68                | 49                | 71                | 120               | 103               | 21               | 10 | 14                   | 24                   | 41                   |                      |                      |
| 2013-2014  | Winterhawks de Portland     | LHOu       | 60                | 39                | 52                | 91                | 111               | 20               | 14 | 19                   | 33                   | 49                   |                      |                      |
| 2014-2015  | Admirals de Milwaukee       | LAH        | 47                | 7                 | 28                | 35                | 16                | -                | -  | -                    | -                    | -                    |                      |                      |
| 2014-2015  | Marlies de Toronto          | LAH        | 27                | 7                 | 12                | 19                | 6                 | 5                | 1  | 2                    | 3                    | 14                   |                      |                      |
| 2015-2016  | Marlies de Toronto          | LAH        | 65                | 20                | 34                | 54                | 55                | 13               | 2  | 2                    | 4                    | 12                   |                      |                      |
| 2015-2016  | Maple Leafs de Toronto      | LNH        | 6                 | 1                 | 2                 | 3                 | 2                 | -                | -  | -                    | -                    | -                    |                      |                      |
| 2016-2017  | Marlies de Toronto          | LAH        | 49                | 18                | 33                | 51                | 30                | 11               | 4  | 1                    | 5                    | 21                   |                      |                      |
| 2017-2018  | Golden Knights de Vegas     | LNH        | 44                | 2                 | 11                | 13                | 4                 |                  |    |                      |                      |                      |                      |                      |
| 2017-2018  | Canucks de Vancouver        | LNH        | 14                | 3                 | 6                 | 9                 | 10                | -                | -  | -                    | -                    | -                    |                      |                      |
| 2018-2019  | Kings de Los Angeles        | LNH        | 45                | 5                 | 13                | 18                | 22                | -                | -  | -                    | -                    | -                    |                      |                      |
| 2019-2020  | Capitals de Washington      | LNH        | 61                | 3                 | 8                 | 11                | 13                | -                | -  | -                    | -                    | -                    |                      |                      |
| 2020-2021  | HK CSKA Moscou              | KHL        | 42                | 11                | 13                | 24                | 20                | 16               | 3  | 5                    | 8                    | 6                    |                      |                      |
| 2021-2022  | Metallourg Magnitogorsk     | KHL        | 46                | 16                | 19                | 35                | 18                | 24               | 11 | 9                    | 20                   | 10                   |                      |                      |
| 2022-2023  | Metallourg Magnitogorsk     | KHL        | 65                | 11                | 33                | 44                | 28                | 11               | 2  | 9                    | 11                   | 4                    |                      |                      |
| 2023-2024  | SKA Saint-Pétersbourg       | KHL        | 19                | 2                 | 2                 | 4                 | 6                 | 2                | 0  | 0                    | 0                    | 0                    |                      |                      |
| 2024-2025  | Avtomobilist Iekaterinbourg | KHL        | 25                | 6                 | 1                 | 7                 | 4                 | -                | -  | -                    | -                    | -                    |                      |                      |
| 2024-2025  | Sibir Novossibirsk          | KHL        | Saison en cours ? | Saison en cours ? | Saison en cours ? | Saison en cours ? | Saison en cours ? |                  |    |                      |                      |                      |                      |                      |
| Totaux LNH | Totaux LNH                  | Totaux LNH | 126               | 13                | 35                | 48                | 40                | -                | -  | -                    | -                    | -                    |                      |                      |

### En équipe nationale
| Année | Équipe       | Compétition          |   | PJ | B | A | Pts | Pun      |  | Résultat |
| 2011  | Canada Ouest | Défi mondial -17 ans | 5 | 3  | 2 | 5 | 6   | 6e place |  |          |